# Solidago
 Verga d'oro (nome scientifico Solidago  L. 1753) è un genere di piante angiosperme dicotiledoni della famiglia delle Asteraceae, sottofamiglia Asteroideae, tribù Astereae (North American lineage) e sottotribù Solidagininae.

## Etimologia
L'etimologia del nome generico (Solidago) è controversa ma in ogni caso fa riferimento alle proprietà medicamentose di varie specie di questo genere, e potrebbe derivare dal latino solido il cui significato è “consolidare, rinforzare” e quindi anche “guarire del tutto”. 

Il nome scientifico attualmente accettato (Solidago) è stato proposto da Carl von Linné (1707 – 1778) biologo e scrittore svedese, considerato il padre della moderna classificazione scientifica degli organismi viventi, nella pubblicazione ”Species Plantarum” (Sp. Pl. [Linnaeus] 2: 878 ) del 1753.

## Descrizione

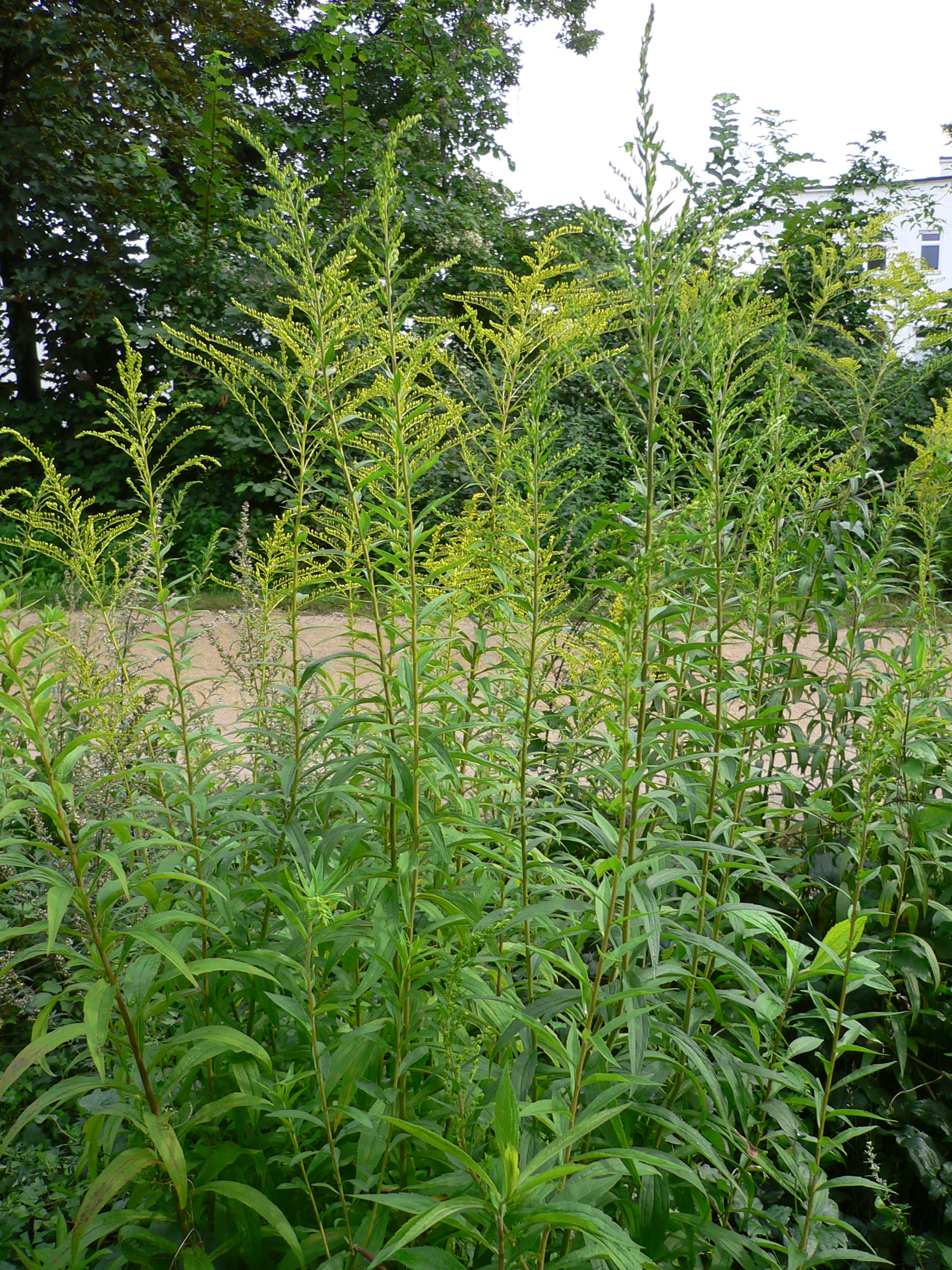
Il portamento
Solidago canadensis

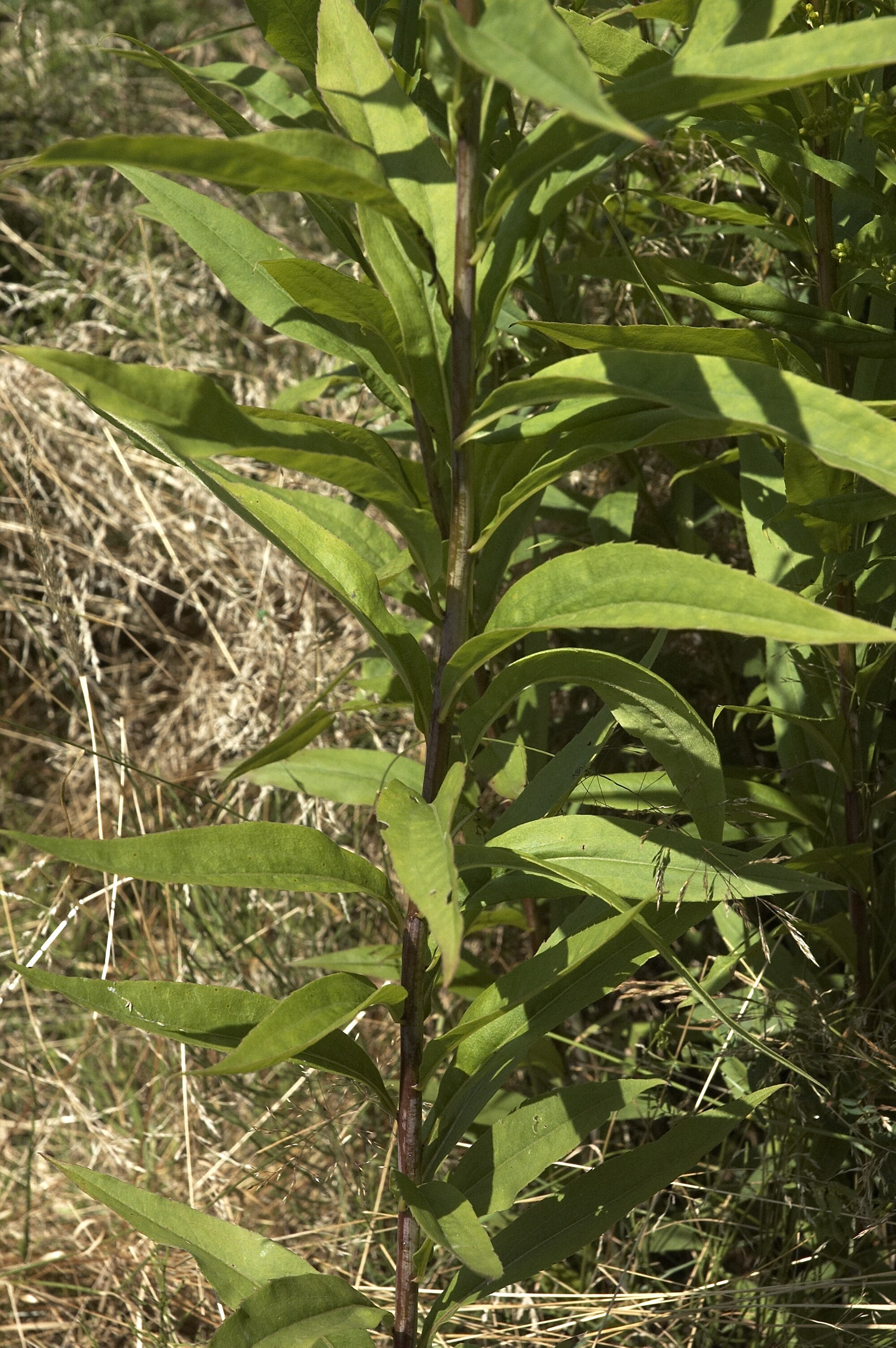
Le foglie
Solidago gigantea

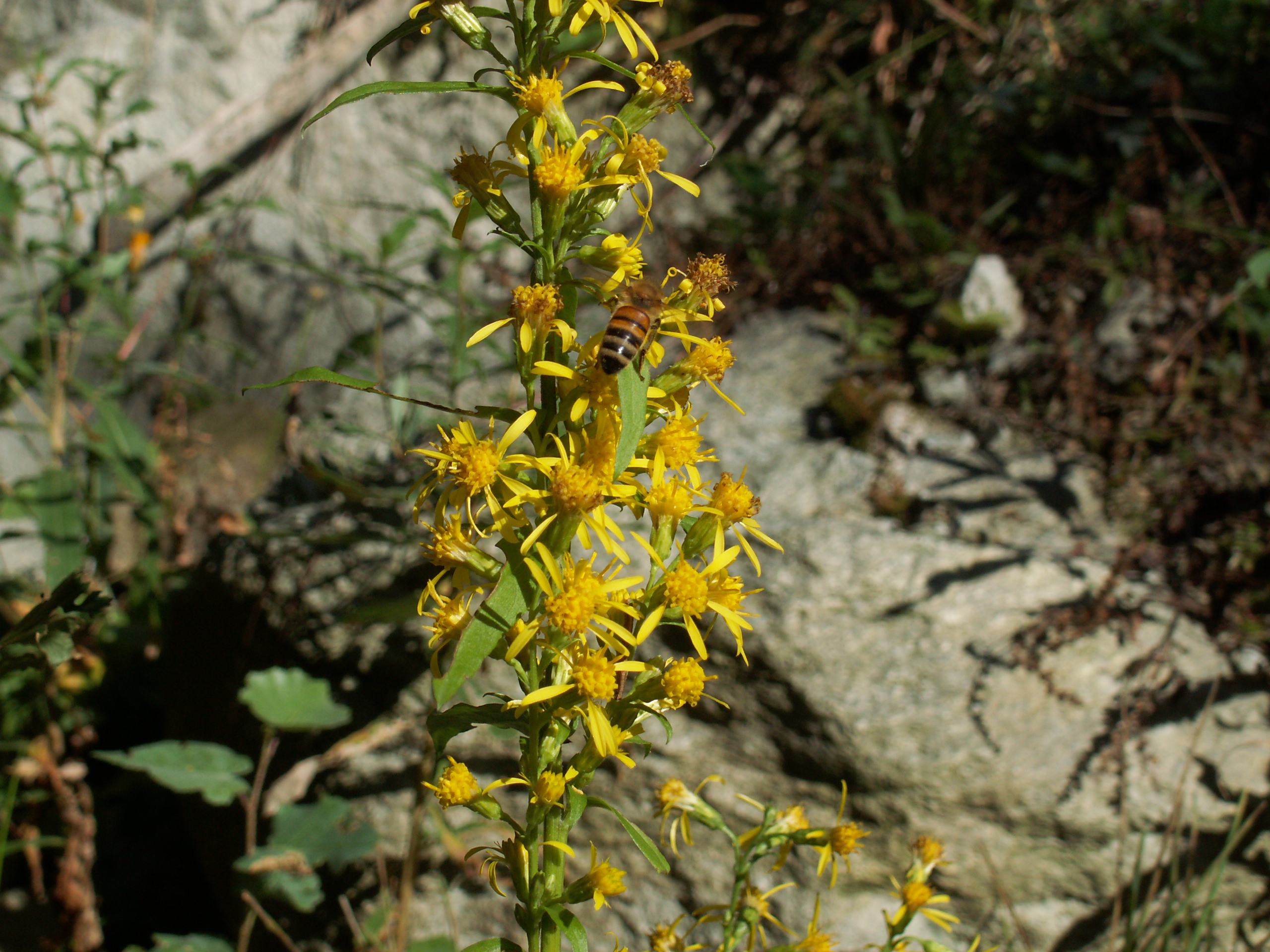
Infiorescenza
Solidago virgaurea

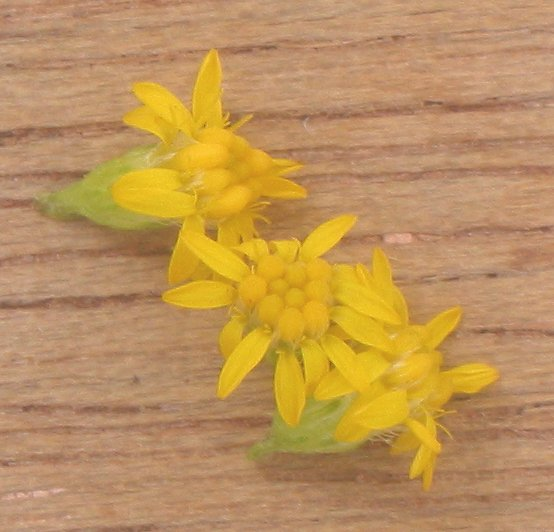
I fiori
Solidago virgaurea

Portamento. Le specie di questo genere hanno un habitus di tipo erbaceo perenne. La forma biologica prevalente (almeno per le specie europee) è emicriptofita scaposa (H scap), ossia sono piante erbacee perenni con gemme svernanti al livello del suolo e protette dalla lettiera o dalla neve e dotate di un asse fiorale più o meno eretto.
Radici.Le radici sono secondarie da rizoma. 
Fusto. Altezza media: 5 - 100 cm (altezza massima: 2 metri (Nord America).
- Parte ipogea: la parte sotterranea del fusto consiste in un rizoma obliquo o orizzontale a volte legnoso.
- Parte epigea: la parte aerea del fusto è eretta (da decombente ad ascendente) con infiorescenza terminale; può essere sia glabra che pubescente e spesso verso l'infiorescenza è striata.

Foglie. Sono presenti sia foglie radicali (basali) che cauline.  In alcune specie non sono presenti le foglie radicali o si formano solamente in alcune particolari condizioni (se ad esempio i fusti fertili non possono svilupparsi per poca luce come nei boschi ombrosi). Le foglie sono colorate di verde ed hanno uno scarso spessore (la consistenza è membranosa). Quelle inferiori hanno un picciolo alato, mentre quelle superiori sono sessili. Lungo il fusto sono disposte in modo alterno. La forma è semplice da ovale-allungata a lineare-lanceolata con le estremità appuntite: quelle inferiori sono più ovali, le superiori più lineari e progressivamente più piccole. La superficie della lamina è tri-nervia e glabra o pubescente secondo le specie (strigosa o villosa, a volte stipitata-ghiandolare, a volte resinosa). I margini sono più o meno dentati (specialmente quelli delle foglie inferiori).
Infiorescenza. Le sinflorescenze sono composte da racemi (raccolti perlopiù in pannocchie o formazioni piramidali) semplici e formati ognuno da numerosi capolini (in alcuni casi si possono contare fino a 1500 capolini per pianta). Le infiorescenze vere e proprie sono composte da un capolino terminale peduncolato di tipo radiato (a volte discoidale). I capolini sono formati da un involucro, con forme da cilindriche a campanulate (o turbinati), composto da diverse (da 10 a 35) brattee, al cui interno un ricettacolo fa da base ai fiori di due tipi: fiori del raggio e fiori del disco. Le brattee, diseguali, con forme varie (lanceolate, lineari, ovate o oblunghe), con 2 – 5 nervi sulla superficie, con margini membranosi e apici verdi, sono disposte in modo più o meno embricato su 3 - 5 serie. Il ricettacolo, alveolato, è privo di pagliette a protezione alla base dei fiori (talvolta sono presenti delle pagliette caduche); la forma è convessa. Dimensioni dell'involucro: larghezza 1,7 – 10 mm; lunghezza 3 – 12 mm.
Fiori.  I fiori sono tetra-ciclici (formati cioè da 4 verticilli: calice – corolla – androceo – gineceo) e pentameri (calice e corolla formati da 5 elementi). Si distinguono in:
- fiori del raggio (esterni): (da 2 a 15, massimo 24) sono femminili e sono disposti su una sola serie; la forma è ligulata (zigomorfa);
- fiori del disco (centrali): sono più numerosi (da 2 a 35, massimo 60) con forme brevemente tubulose (attinomorfe); sono ermafroditi o (raramente) funzionalmente maschili.

- Formula fiorale:

*/x K {\displaystyle \infty }, [C (5), A (5)], G 2 (infero), achenio
- Calice: i sepali del calice sono ridotti ad una coroncina di squame.

- Corolla:

- fiori del raggio: la forma della corolla alla base è più o meno tubulosa, mentre all'apice è ligulata e contorta; la ligula può terminare con alcuni denti; il colore è giallo (o raramente bianco);
- fiori del disco: la forma è imbutiforme-tubulare bruscamente divaricata in 5 lobi; i lobi, patenti o eretti, hanno una forma deltata o più o meno lanceolata (spesso sono profondamente incisi); il colore è giallo o giallo-forte.

- Androceo: l'androceo è formato da 5 stami sorretti da filamenti generalmente liberi; gli stami sono connati e formano un manicotto circondante lo stilo; le teche (produttrici del polline) alla base sono troncate e sono lievemente auricolate (molto raramente sono speronate o hanno una coda); le appendici apicali delle antere hanno delle forme piatte e lanceolate; il tessuto endoteciale (rivestimento interno dell'antera) è quasi sempre polarizzato (con due superfici distinte: una verso l'esterno e una verso l'interno). Il polline è sferico con un diametro medio di circa 25 micron;  è tricolporato (con tre aperture sia di tipo a fessura che tipo isodiametrica o poro) ed è echinato (con punte sporgenti).[10][14]

- Gineceo: l'ovario è infero uniloculare formato da 2 carpelli.[6] Lo stilo (il recettore del polline) è profondamente bifido (con due stigmi divergenti, brevi o lunghi a seconda della specie) e con le linee stigmatiche marginali separate.[15] Lo stilo è filiforme e scanalato nei fiori esterni, mentre è breve e conico nei fiori tubulosi più interni e sporge dalla corolla.

Frutti. I frutti sono degli acheni con pappo; 
- achenio: gli acheni, con forme affusolate, da strettamente obconiche a cilindriche, a volte alquanto compresse, con le estremità assottigliate e superficie glabra o strigosa, hanno 5 - 10 nervature longitudinali; dimensione dell'achenio: 1,5 – 5 mm;
- pappo: il pappo è formato da una serie di 25 - 45 setole barbate persistenti (raramente le serie sono due).

## Biologia
Impollinazione: l'impollinazione avviene tramite insetti (impollinazione entomogama tramite farfalle diurne e notturne).

Riproduzione: la fecondazione avviene fondamentalmente tramite l'impollinazione dei fiori (vedi sopra).

Dispersione: i semi (gli acheni) cadendo a terra sono successivamente dispersi soprattutto da insetti tipo formiche (disseminazione mirmecoria). In questo tipo di piante avviene anche un altro tipo di dispersione: zoocoria. Infatti gli uncini delle brattee dell'involucro (se presenti) si agganciano ai peli degli animali di passaggio disperdendo così anche su lunghe distanze i semi della pianta. Inoltre per merito del pappo il vento può trasportare i semi anche a distanza di alcuni chilometri (disseminazione anemocora).

## Distribuzione e habitat
La distribuzione delle specie di questo genere è relativa al Vecchio Mondo (regioni temperate e fredde dell'Europa e dell'Asia e zone sub-tropicali dell'Africa boreale) e al continente americano. In particolare, a parte l'emisfero settentrionale americano con la maggioranza delle specie, 8 specie si trovano nel Messico, 4 nell'America del Sud e 6 – 10 in Eurasia. In Italia delle quattro specie, tre sono a distribuzione prevalentemente alpina (virgaurea, canadensis e gigantea), anche se la virgaurea è presente su tutto il territorio italiano e la gigantea è considerata specie naturalizzata, mentre la litoralis è presente solamente in Toscana.

Delle 4 specie spontanee della flora italiana tre vivono sull'arco alpino. La tabella seguente mette in evidenza alcuni dati relativi all'habitat, al substrato e alla diffusione delle specie alpine.
| Specie | Comunità vegetali | Piani vegetazionali | Substrato | pH     | Livello trofico | H2O   | Ambiente             | Zona alpina                                                                        |
| --- | ----------------- | ------------------- | --------- | ------ | --------------- | ----- | -------------------- | ---------------------------------------------------------------------------------- |
| S. canadensis | 5                 | collinare           | Ca/Si     | neutro | medio           | medio | A4 B2 B5 B6 B9       | Alpi orientali e centrali                                                          |
| S. gigantea | 11                | collinare           | Ca/Si     | neutro | medio           | umido | A3 A4 B2 B5 B9       | tutto l'arco alpino (escl. CN)                                                     |
| S. virgaurea minuta | 10                | alpino subalpino    | Ca/Si     | acido  | medio           | medio | F5 G1                | tutto l'arco alpino (escl. le zone pedemontane e valli vicine alla Pianura Padana) |
| S. virgaurea virgaurea | 14                | montano collinare   | Ca/Si     | neutro | medio           | medio | B6 F7 G2 G4 I1 I2 I3 | tutto l'arco alpino (escl. VA)                                                     |
| Legenda e note alla tabella. Substrato con “Ca-Si” si intendono rocce di carattere intermedio (calcari silicei e simili); vengono prese in considerazione solo le zone alpine del territorio italiano (sono indicate le sigle delle province). Comunità vegetali: 5 = comunità perenni nitrofile; 10 = comunità delle praterie rase dei piani subalpino e alpino con dominanza di emicriptofite; 11 = comunità delle macro- e megaforbie terrestri; 14 = comunità forestali Ambienti: A3 = ambienti acquatici come rive, stagni, fossi e paludi; A4 = ambienti umidi, temporaneamente inondati o a umidità variabile; B2 = ambienti ruderali, scarpate; B5 = rive, vicinanze corsi d'acqua; B6 = tagli rasi forestali, schiarite, strade forestali; B9 = coltivi umani; F5 = praterie rase subalpine e alpine; F7 = margini erbacei dei boschi; G1 = lande e popolamenti a lavanda; G2 = praterie rase dal piano collinare a quello alpino; G4 = arbusteti e margini dei boschi; I1 = boschi di conifere; I2 = boschi di latifoglie; I3 = querceti submediterranei. |                   |                     |           |        |                 |       |                      |                                                                                    |

## Sistematica
La famiglia di appartenenza di questa voce (Asteraceae o Compositae, nomen conservandum) probabilmente originaria del Sud America, è la più numerosa del mondo vegetale, comprende oltre 23.000 specie distribuite su 1.535 generi, oppure 22.750 specie e 1.530 generi secondo altre fonti (una delle checklist più aggiornata elenca fino a 1.679 generi). La famiglia attualmente (2021) è divisa in 16 sottofamiglie; la sottofamiglia Asteroideae è una di queste e rappresenta l'evoluzione più recente di tutta la famiglia.
Tradizionalmente il piccolo gruppo di specie spontanee italiane di questo genere veniva diviso (dal botanico toscano Adriano Fiori) in due sezioni:
- sezione DORIA: con infiorescenze a racemi eretti e capolini grandi (10 mm); comprende le specie Solidago gigantea e Solidago litoralis;
- sezione UNILATERALES:  con infiorescenze a racemi unilaterali e scorpioidi e con capolini piccoli (meno di 5 mm); comprende le specie Solidago canadensis e Solidago gigantea.

Altri sistemi di classificazione (tradizionali) comprendenti un numero più vasto di specie sono basati su altre chiavi analitiche, come quelle proposte dal botanico e naturalista americano Jacob Whitman Bailey (1811-1857):
- capolini con fiori con fiori ligulati (periferici – da 12 a 20) in numero maggiore di quelli tubulosi (centrali – meno di 12): Solidago graminifolia (attualmente considerata u sinonimo di Euthamia graminifolia (L.) Nutt.[22]);
- capolini con fiori con fiori ligulati minori di quelli del disco centrale;
  - corolla biancastra: Solidago bicolor;
  - corolla giallastra;
    - infiorescenza di tipo spiga composta a forma cilindrica: Solidago latifolia, Solidago hispida;
    - infiorescenza di tipo corimboso con capolini inseriti in rami laterali e terminali;
      - capolini tutti disposti più o meno su un unico piano: Solidago rigida, Solidago ridellii;
      - capolini disposti diversamente;
      - capolini disposti in tutti i sensi su rami eretti: Solidago speciosa, Solidago virgaurea;
      - capolini disposti unilateralmente su rami patenti o arcuati: Solidago sempervirens, Solidago gigantea, Solidago canadensis.

### Filogenesi
La tribù Astereae (una delle 21 tribù della sottofamiglia Asteroideae) comprende circa 40 sottotribù. In base alle ultime ricerche nella tribù sono stati individuati (provvisoriamente) 5 principali lignaggi:
- Basal grade: include alcuni generi isolati, il gruppo "South American-Oceania",  alcune sottotribù africane e il gruppo dei generi legnosi del Madagascar.
- Bellis lineage: comprende le sottotribù eurasiatiche e una sottotribù africana.
- Aster lineage: include i generi asiatici di Asterinae e i principali gruppi dell'Australia e dell'Oceania.
- Baccharis lineage: include alcuni gruppi sudamericani.
- North American lineage: include la vasta gamma di sottotribù del Nordamerica, Messico e alcuni gruppi distribuiti nel Sudamerica.

Il genere  Solidago (insieme alla sottotribù Solidagininae ) è incluso nel lignaggio "North American lineage". La sottotribù attualmente è divisa in 6 gruppi informali. Il genere di questa voce appartiene al "Solidago group". Studi filogenetici basati sul DNA dei cloroplasti hanno dimostrato collegamenti con altri generi come Chrysoma, Oreochrysum, Chrysothamnus, Petradoria appartenenti alla stessa sottotribù delle Solidagininae  (J.B.Beck et al., 2004). Mentre il genere Euthamia (ora nella sottotribù Gutierreziinae), che in passato condivideva alcune specie col genere di questa voce, non sembra così strettamente legato come si credeva. Un altro genere controverso è Brintonia le cui specie a volte sono state incluse in Solidago.
Recenti studi di tipo filogenetico propongono una suddivisione del genere in quattro sottogeneri e varie sezioni e serie (tra parentesi sono indicate le specie della flora spontanea italiana):
- Subgen. Nemorales (Mack.) Semple & Beck (le foglie non sono trinervate; gli steli e i peli delle foglie sono morbidi; le foglie sono colorate da grigio-verde a talvolta biancastro; le rosette basali sono spesso presenti alla fioritura)
- Subgen. Pleiactila Raf. (sinflorescenze secondarie coniche, corimbiformi o grappoli ascellari) (S. canadensis - S. gigantea)
- Subgen. Solidago (sinflorescenze in racemi o panicoli) (S. virgaurea - S. litorlis)
- Subgen. Triactis Raf. (il portamento è relativo a piccoli arbusti o piante erbacee perenni; le foglie si presentano con una vena mediana prominente; le brattee dell'involucro sono lanceolate, a punta acuta, con bordi ialini e margini ben sviluppati)

Nota: il genere Brintonia Greene incluso in questo studio come sezione nel subgen. Solidago da altre checklist è considerato un genere indipendente.
Il cladogramma seguente, tratto dallo studio citato e semplificato, mostra una possibile configurazione filogenetica del gruppo.
|  | \| \| subgen. Pleiactila \| \| \| \| \| \| subgen. Solidago \| \| \| \| |
|  |                                                                         |
|  | subgen. Nemorales                                                       |
|  |                                                                         |
|  | subgen. Pleiactila                                                      |
|  |                                                                         |
|  | subgen. Solidago                                                        |
|  |                                                                         |

|  | subgen. Pleiactila |
|  |                    |
|  | subgen. Solidago   |
|  |                    |

|  | \| \| subgen. Pleiactila \| \| \| \| \| \| subgen. Solidago \| \| \| \| |
|  |                                                                         |
|  | subgen. Nemorales                                                       |
|  |                                                                         |
|  | subgen. Pleiactila                                                      |
|  |                                                                         |
|  | subgen. Solidago                                                        |
|  |                                                                         |

|  | subgen. Pleiactila |
|  |                    |
|  | subgen. Solidago   |
|  |                    |

I caratteri distintivi del genere sono:
- le infiorescenze sono di tipo tirsoide, raramente sono debolmente corimbose;
- i lobi delle corolle dei fiori del disco sono riflessi (piegati all'indietro) e avvolgenti;
- il pappo è formato da setole disposte su una sola serie.

Caratteri specifici del genere Oligoneuron le cui specie attualmente sono incluse in Solidago:
- le infiorescenze sono decisamente corimbose;
- i lobi delle corolle dei fiori del disco sono eretti, quelli del raggio sono bianchi;
- il pappo è formato da setole disposte in 1 o 2 serie.

Il numero cromosomico di base per il genere è: 2n = 18; sono presenti anche diversi livelli di poliploidia nelle specie spontanee italiane con valori di 2n = 36 e 54 (Solidago gigantea).
La specie tipo per questo genere è: Solidago virgaurea L. (1753).
Il genere comprende attualmente 132 specie.

#### Visione sinottica del genere in Italia
L’elenco seguente utilizza in parte il sistema delle chiavi analitiche (vengono cioè indicate solamente quelle caratteristiche utili a distingue un taxon dall'altro):
- 1A: le sinflorescenze sono formate da una pannocchia lineare (o racemo); i capolini sono lunghi 7 - 10 mm e orientati in ogni direzione;

Solidago virgaurea  L. - Verga d'oro comune: le foglie cauline hanno un apice acuminato e sono acutissime; l'altezza massima della pianta è di 1 - 8 dm; il ciclo biologico è perenne; la forma biologica è emicriptofita scaposa (H scap); il tipo corologico è Circumboreale; l'habitat tipico sono i boschi, le boscaglie e i pascoli; in Italia è una specie comune e si trova su tutto il territorio (esclusa la Sicilia) fino ad una quota di 2.500 m s.l.m..
Solidago litoralis  Savi - Verga d'oro toscana: le foglie cauline hanno un apice arrotondato, ottuso o acuto (non acuminato); l'altezza massima della pianta è di 3 - 5 dm; il ciclo biologico è perenne; la forma biologica è emicriptofita scaposa (H scap); il tipo corologico è Endemica; l'habitat tipico sono le sabbie e le pinete dei litorali; in Italia è una specie comune e si trova solamente in Toscana.
- 1B: le sinflorescenze sono formate da rami arcuati e corimbosi; i capolini sono lunghi 3 - 6 mm con orientazione unilaterale;

Solidago canadensis  L. - Verga d'oro del Canada: il fusto è pubescente; l'involucro è lungo 3 mm; i fiori ligulati e quelli tubulosi sono più o meno lunghi uguali; l'altezza massima della pianta è di 5 - 18 dm; il ciclo biologico è perenne; la forma biologica è emicriptofita scaposa (H scap); il tipo corologico è Circumboreale (originaria del Canada e U.S.A.); l'habitat tipico sono le paludi, i boschi igrofili, gli incolti umidi, le sponde e gli argini dei ruscelli; in Italia è una specie comune e si trova soprattutto al Nord fino ad una quota di 800 m s.l.m..
Solidago gigantea Aiton - Verga d'oro maggiore: il fusto è glabro; l'involucro è lungo 4 mm; i fiori ligulati sono più lunghi di quelli tubulosi; l'altezza massima della pianta è di 5 - 25 dm; il ciclo biologico è perenne; la forma biologica è emicriptofita scaposa (H scap); il tipo corologico è Circumboreale (originaria del Canada e U.S.A.); l'habitat tipico sono gli ambienti umidi; in Italia è una specie comune e si trova soprattutto al Nord fino ad una quota di 800 m s.l.m..

### Sinonimi
Sono elencati alcuni sinonimi per questa entità:
- Doria Fabr.
- Actipsis  Raf.
- Brachychaeta  Torr. & A.Gray
- Dasiorima  Raf.
- Dectis  Raf.
- Leioligo  Raf.
- Lepiactis  Raf.
- Oligoneuron  Small
- Unamia  Greene

## Usi

### Farmacia
- Sostanze presenti: inulina, saponina, resine varie, oli essenziali, tannino e mucillagine[12][27].

Alcune proprietà medicamentose (secondo la medicina popolare):
- antielmintica (elimina svariati tipi di vermi o elminti parassiti);
- anticoagulante;
- antifungina (blocca la crescita degli organismi fungini);
- antinfiammatoria (attenua uno stato infiammatorio);
- antisettica (proprietà di impedire o rallentare lo sviluppo dei microbi);
- astringente  (limita la secrezione dei liquidi);
- carminativa (favorisce la fuoriuscita dei gas intestinali);
- catartica (proprietà generiche di purificazione dell'organismo);
- diaforetica (agevola la traspirazione cutanea);
- emostatica  (blocca la fuoriuscita del sangue in caso di emorragia);
- febbrifuga (abbassa la temperatura corporea);
- stimolante (rinvigorisce e attiva il sistema nervoso e vascolare).

Inoltre la Solidago californica è utile nel curare le cuti infiammate degli animali domestici

### Cucina
Le foglie della Verga d'oro del Canada (Solidago canadensis) viene considerata commestibile; anche i semi possono essere usati eventualmente in tempo di carestia. In alcune zone (America del Nord) i rizomi della specie Solidago gigantea sono considerati commestibili. Con le foglie di Solidago odora nel Texas si usa preparare degli infusi tipo tè.

### Giardinaggio
Attualmente le piante del genere Solidago trovano principalmente impiego nel giardino. Sono piante che preferiscono i terreni “sciolti” e silicei; sono di facile coltivazione e riescono a decorare in breve tempo ampie zone.
Sono piante molto visitate dalle api che ne raccolgono abbondante nettare e polline e sono una risorsa molto importante, in quanto fioriscono nella tarda estate, quando le api non hanno a disposizione molte fioriture da cui poter produrre delle scorte per l'invernamento. Se ne può ottenere talvolta del miele uniflorale.